# Robert Mandel
 (janvier 2019).
Pour les articles homonymes, voir Mandel.
Robert Mandel, ne à Oakland, en Californie, est un réalisateur et producteur américain.

## Biographie
Il étudie à Bucknell University, l'Université Columbia & AFI Conservatory, une université privée sur le cinéma dont il est président. En 1993 il réalise le pilote de la série télévisée X-Files : Aux frontières du réel, Nous ne sommes pas seuls.

## Filmographie

### comme Réalisateur
- 1981 : Nights at O'Rear's
- 1983 : Independence Day
- 1983 : Andrea's Story: A Hitchhiking Tragedy (TV)
- 1984 : Welcome Home, Jellybean (TV)
- 1986 : F/X, effets de choc (F/X)
- 1986 : Touch and Go
- 1987 : Big Shots
- 1989 : Pas de répit sur planète Terre (Hard Time on Planet Earth) (série télévisée)
- 1989 : Témoin à tuer (Perfect Witness) (TV)
- 1991 : La Maison hantée (The Haunted) (TV)
- 1992 : La Différence (School Ties)
- 1993 : X-Files : Aux frontières du réel (TV, épisode Nous ne sommes pas seuls)
- 1995 : Kansas (TV)
- 1996 : Special Report: Journey to Mars (TV)
- 1996 : The Substitute
- 1997 : The Practice : Bobby Donnell et Associés (série télévisée)
- 2000 : Sans laisser de trace (Thin Air) (TV)
- 2001 : WW3 (TV)
- 2001 : Hysteria: The Def Leppard Story (TV)
- 2002 : A Season on the Brink (TV)
- 2002 : La Vie secrète de Zoé (The Secret Life of Zoey) (TV)
- 2005 : Prison Break (série télévisée)

### comme Producteur
- 1981 : Nights at O'Rear's
- 1999 : Le Roi et moi (The King and I)

## Récompenses
- 1988 : Festival du film de Giffoni, Golden Grypho Big Shots (1987)
- 1984 : Daytime Emmy Awards, ABC Afterschool Specials (1972)